# Ammospiza
Ammospiza es un género de aves paseriformes perteneciente a la familia Passerellidae que agrupa a especies propias de América del Norte.

## Especies
De acuerdo a las clasificaciones de la Taxonomía de Clements, el género agrupa las siguientes cuatro especies:
- Ammospiza leconteii
- Ammospiza maritima
- Ammospiza nelsoni
- Ammospiza caudacuta